# 巴都巴拉县
巴都巴拉县是印度尼西亚北苏门答腊省东部沿海的一个县，县治为立马布鲁（Limapuluh）。
巴都巴拉县于2007年6月15日从亚沙汉县的西部划出。其面积为904.96平方千米，2010年时的人口为374,535。